# فردریک الکساندر (کریکت باز)
فردریک الکساندر (انگلیسی: Frederick Alexander; ۴ ژوئن ۱۹۲۴ – ۱۷ مهٔ ۱۹۸۴) بازیکن کریکت اهل بریتانیا بود.
از باشگاه‌هایی که در آن بازی کرده‌است می‌توان به اشاره کرد.